# Gianfranco Saraca
Gianfranco Saraca (Montefiascone, 27 ottobre 1943 – Perugia, 10 aprile 2014) è stato un ingegnere e politico italiano.

## Biografia
Ingegnere, nel 1996 venne eletto deputato con Forza Italia nel collegio uninominale di Tarquinia. Nel marzo 1998 passò a Rinnovamento Italiano. Dopo un breve avvicinamento all'UpR di Francesco Cossiga, nell'aprile 2000 aderì all'Unione Democratica per l'Europa di Clemente Mastella. Contestualmente divenne presidente della Commissione Attività produttive, commercio e turismo della Camera dei deputati. Al termine della legislatura nel 2001 non si ricandidò.
Morì dopo una grave malattia all'età di 70 anni.